# Église de Livet
L'église Saint-Antoine de Livet est une église datant du XIXe siècle à Livet-et-Gavet, dans le département de l'Isère. Elle est labellisée Patrimoine en Isère.

## Description
La nouvelle église de Livet est construite en 1891.
En 1928 est inauguré un ensemble de cinq vitraux, exécutés par le maître-verrier grenoblois Antoine Bernard pour garnir le bas-côté sud de cette église. Cet ensemble financé par la mère de l'industriel Charles-Albert Keller vient en complément d’autres vitraux, signés du même artiste et réalisés dans le bas-côté nord grâce aux dons des quatre usines de Livet-et-Gavet. Sur les dix vitraux garnissant la nef, trois se distinguent par le traitement graphique et l’originalité de leur sujet. Les deux premiers figurent, pour l’un, une vue générale de Livet mettant en valeur le site de l’usine, pour l’autre une vue de la petite chapelle Notre-Dame-des-Grâces et de la centrale de Bâton, construite par les établissements Keller et Leleux en 1925. Le dernier, figurant Madame Keller mère entourée de sa famille et de jeunes enfants, exprime bien l’esprit de la politique paternaliste menée par Charles-Albert Keller. 
Le label « Patrimoine en Isère » est attribué à l'église.

## Galerie

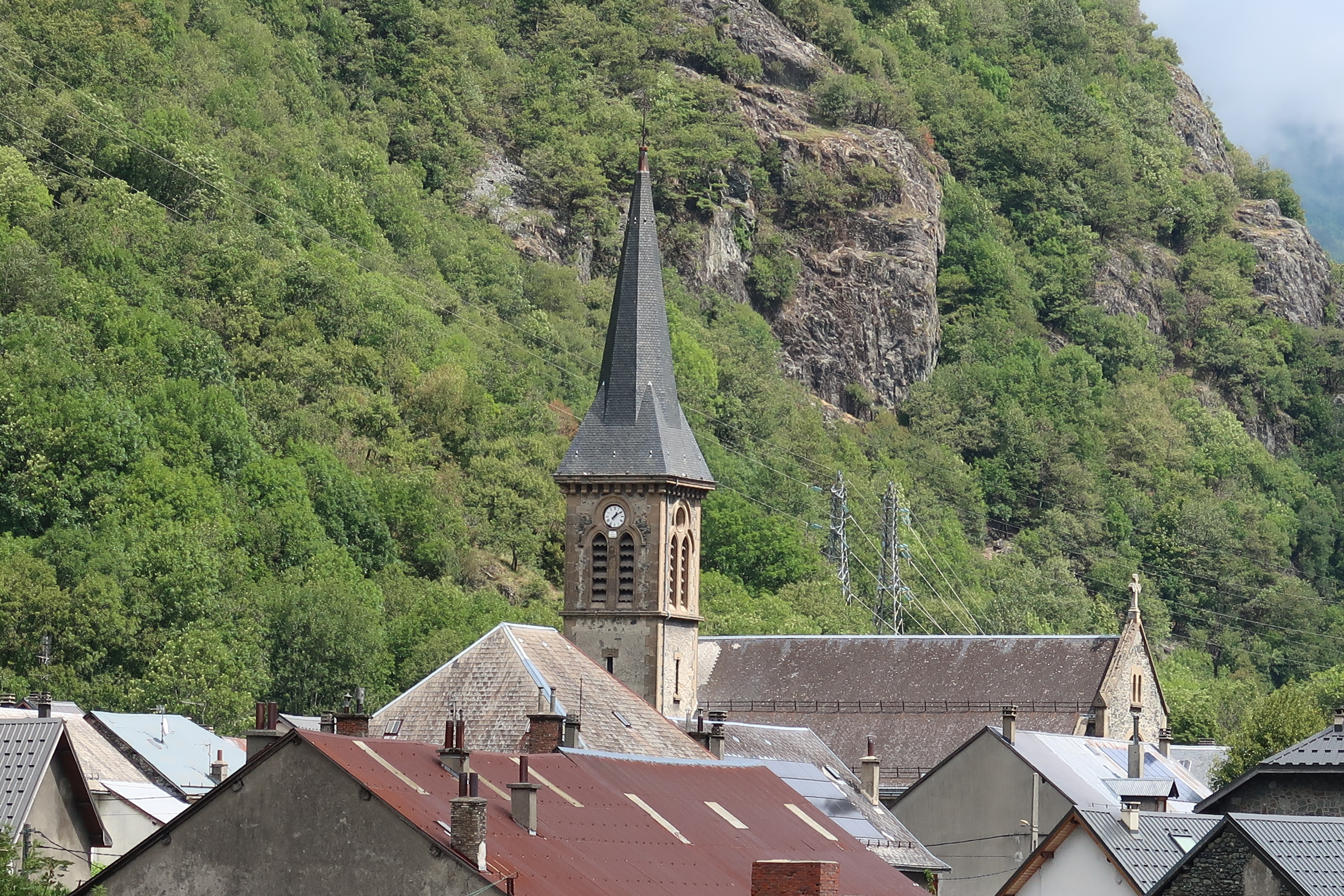
Clocher de l'église Saint Antoine de Livet